# 瓦爾默帕斯特里茨河
49°19′9.292″N 12°51′31.891″E / 49.31924778°N 12.85885861°E
瓦爾默帕斯特里茨河是德國的河流，位於該國東南部，由巴伐利亞負責管轄，屬於坎布河的右支流，河道全長12.2公里，河口處在林區富爾特東北面。